# Victor Lagerström
Viktor Emanuel Lagerström, född 26 juni 1864 i Västerås, Västmanlands län, död 17 november 1948 i Katarina församling, Stockholm, var en svensk konstnär. 
Lagerström studerade vid Konstakademien och under resor i Frankrike, Tyskland och Italien. Han verkade som tidningstecknare för Svenska Dagbladet mellan 1897 och 1902 och Stockholms-Tidningen mellan 1897 och 1903 och inriktade sig därefter på bokkonst för olika förlag. Vid sidan av detta ägnade han sig också åt måleri och var under många år aktiv som sekreterare i Konstnärsklubben. 
Som målare har han mest framställt stämningsbetonade Stockholms- och Visby-motiv samt folklivsbilder från Skåne. Han är representerad på Nationalmuseum.
Lagerström var bror till Hugo Lagerström och Carl Lagerström. Viktor Lagerström, som var ogift, uppges vara far till Stig Arbman, grundare av reklambyrån Arbmans.
Lagerström är begravd på Norra begravningsplatsen utanför Stockholm.